# 天津市海河医院
天津市海河医院，位于中华人民共和国天津市津南区双港镇津沽路890号，成立于2003年5月非典型肺炎时期，是天津市集中收治非典型性肺炎患者的定点医院。2003年的非典疫情解除后，天津市海河医院发展成为一家以治疗呼吸系统疾病为主的三级甲等综合医院，历次呼吸系统流行病均作为天津市的定点集中收治医院。天津市海河医院隶属于天津市卫生健康委员会，天津市呼吸疾病研究所设立于海河医院。
2014年，天津市海河医院与天津医科大学合作，挂牌“天津医科大学海河临床学院”。2018年12月，天津市海河医院与天津大学签订联合办学协议，挂牌“天津大学海河医院”。

## 历史沿革
2003年4月中旬，河北籍男子孟某从北京转诊到天津武警医学院附属医院治疗心脏病时，突发高烧，被转院到当时天津收治SARS的定点医院——天津市肺科医院。在治疗和转诊过程中，大量医护人员及接触者感染非典型肺炎，导致天津地区非典疫情严峻。
2003年5月3日，天津市政府决定在位于天津市津南区的中铁十八局集团中心医院基础上改建一所可以集中收治非典患者的定点医院，以天津医科大学所属医院为主，抽调骨干医护人员组成医疗队伍进驻，组建天津市海河医院。天津市建筑设计院专注医院建筑设计的建筑师孙鸿新参考北京小汤山医院二部的基础上，增加了更多传染的病隔离技术，用时96小时完成了海河医院的建筑设计。共耗时10天，5月12日，天津市海河医院落成，13日开始集中收治非典型肺炎患者。
2003年12月，非典疫情解除后，天津市肺科医院并入天津市海河医院，并开始改扩建。天津市海河医院由应对非典型肺炎的集中收治医院整合为天津市以治疗呼吸道疾病为专科特色的综合性医院。
2005年12月，禽流感疫情期间，天津市海河医院成为天津市禽流感患者集中收治医院。
2009年9月，天津市海河医院新门诊楼建成并正式投入使用，具备“备战病区”和“普通病区”分开、更加迅速快捷应对突发公共卫生事件的能力。
2014年7月，天津市海河医院成为天津医科大学海河临床学院的临床教学基地。
2018年12月8日，天津市海河医院与天津大学签订全面战略合作协议，增加“天津大学海河医院”名称，参与组建天津大学医教联合体。
2020年1月，天津市海河医院成为天津市集中收治新型冠状病毒肺炎患者的定点医院。1月28日，天津市海河医院腾空600张病床随时收治患者新型冠状病毒肺炎患者。